# Golubinje
Golubinje (izvirno srbsko Голубиње) je naselje v Srbiji, ki upravno spada pod Občino Majdanpek; slednja pa je del Borskega upravnega okraja.

## Demografija
V naselju živi 898 polnoletnih prebivalcev, pri čemer je njihova povprečna starost 44,2 let (43,4 pri moških in 45,1 pri ženskah). Naselje ima 377 gospodinjstev, pri čemer je povprečno število članov na gospodinjstvo 2,86.
To naselje je, glede na rezultate popisa iz leta 2002, večinoma srbsko, v času zadnjih treh popisov pa je opazno zmanjšanje števila prebivalcev.
|  |

| Demografija | Demografija     | Demografija     |
| Leto        | Št. prebivalcev | Št. prebivalcev |
| ----------- | --------------- | --------------- |
|             |                 |                 |
|             |                 |                 |
|             |                 |                 |
|             |                 |                 |
| 1948        | 1907            |                 |
| 1953        | 1983            |                 |
| 1961        | 2073            |                 |
| 1971        | 1755            |                 |
| 1981        | 1566            |                 |
| 1991        | 1305            | 1262            |
| 2002        | 1170            | 1079            |
|             |                 |                 |

| Etnična sestava po popisu iz leta 2002 | Etnična sestava po popisu iz leta 2002 | Etnična sestava po popisu iz leta 2002 | Etnična sestava po popisu iz leta 2002 | Etnična sestava po popisu iz leta 2002 |
| -------------------------------------- | -------------------------------------- | -------------------------------------- | -------------------------------------- | -------------------------------------- |
| Srbi                                   | Srbi                                   |                                        | 1.069                                  | 99,07%                                 |
| Romuni                                 | Romuni                                 |                                        | 2                                      | 0,18%                                  |
| Vlahi                                  | Vlahi                                  |                                        | 2                                      | 0,18%                                  |
| Nemci                                  | Nemci                                  |                                        | 1                                      | 0,09%                                  |
| Muslimani                              | Muslimani                              |                                        | 1                                      | 0,09%                                  |
| Neznano                                | Neznano                                |                                        | 2                                      | 0,18%                                  |

## Gradašnica
Gradašnica je zaselek, ki leži 3 kilometre od vasi Golubinje in deset kilometrov od Donjega Milanovca. Imenuje se po bližnjima reki in jami Gradašnici, v bližini pa stojita tudi dva gradova. Z Gradašnice se odpira pogled na Đerdapsko jezero, natančneje z leve na naselje Obljaga Mare, z desne na Veliki Kazan in naprej na Donji Milanovac, Romunijo in Oreškovski zaliv.